# Wyka długożagielkowa
Wyka długożagielkowa (Vicia tenuifolia Roth) – gatunek z rodziny bobowatych. Występuje w Europie, Azji w strefie umiarkowanej oraz w Afryce północno-zachodniej. W Polsce spotykany w całym kraju, w niektórych regionach częsty, w górach i lokalnie na niżu rzadki. Rośnie w miejscach nasłonecznionych, w murawach, zaroślach i świetlistych lasach. 

## Rozmieszczenie geograficzne
Gatunek występuje w Afryce północno-zachodniej (w Algierii i Maroku), w całej Europie z wyjątkiem Irlandii, Islandii i północnej części Półwyspu Skandynawskiego (w Wielkiej Brytanii obecny jest jako gatunek introdukowany), w Azji zachodniej i środkowej po Himalaje, zachodnie Chiny i Mongolię oraz na izolowanych stanowiskach na Półwyspie Koreańskim i w Japonii. Ze względu na zasięg gatunek opisywany jest jako euro-syberyjsko-śródziemnomorsko-irano-turański.
W Polsce występuje częściej w pasie wyżyn, na Pojezierzu Wielkopolskim i wzdłuż Doliny Dolnej Wisły, poza tym rozproszony, bardzo rzadki na pogórzu i w górach.

## Morfologia
PokrójRoślina zielna o pędzie wzniesionym i pnącym się, czepiającym się innych roślin za pomocą wąsów, o długości pędów sięgającej zwykle do 110 cm, rzadziej 150 cm. Pędy są szarozielone, w dole i w środkowej części zwykle silnie rozgałęzione. Łodyga sztywna, drewniejąca w dole i osiągająca do 5 mm średnicy, żeberkowana i przylegająco owłosiona.
LiścieParzystopierzasto złożone z 9–12 par listków, zakończone słabo rozgałęziającym się wąsem. Listki sztywne, równowąskie, osiągają od 13 do 40 mm długości i 2–4,5 mm szerokości, na szczycie zaostrzone. Blaszka jest naga z wierzchu, od spodu z nielicznymi, przylegającymi włoskami. U nasady liści obecne są przylistki lancetowate w górnej części łodygi i półstrzałkowate w dolnej (tylko z dolną łatką), osiągające do 13 mm długości i 2 mm szerokości.
KwiatyZebrane po 20–40 w wydłużone, dość luźne grona. Szypuły kwiatostanowe są sztywne i do 2,5 raza dłuższe od wspierających je liści. Kwiaty motylkowe, zwisające, osiągające 11–17 mm długości. Kielich o rurce skośnie uciętej, z górnymi dwoma ząbkami bardzo krótkimi (do 0,5 mm), i dłuższymi trzema dolnymi, z których środkowy osiąga długość rurki korony. Korona niebieska do niebieskopurpurowej, rzadko biała. Żagielek (górny, duży płatek) o blaszce jajowatej, odgiętej, na szczycie wyciętej, u dołu wyraźnie zwężonej w dwukrotnie krótszy od niego paznokieć. Skrzydełka (boczne płatki) krótsze od żagielka, a łódeczka (dolne płatki) z kolei krótsza od nich. Szyjka słupka owłosiona.
OwoceStrąki zwisające, lancetowate, z dwóch stron zaostrzone, nagie, do ok. 3 cm długie i szerokie na 6–7 mm. Łupiny strąków grube i sztywne z białą tkanką gąbczastą między nasionami. Nasiona w liczbie 2–7, owalne, rzadko kuliste, o średniej długości 3,5 mm, brązowe do brązowoszarych z ciemniejszymi plamkami.
Gatunek podobnyWyka ptasia Vicia cracca  ma kwiaty mniejsze (do 12 mm długości), zupełnie bezwonne, o żagielku węższym od paznokcia i równym jego długości. Strąki z łupiną wewnątrz gładką i lśniącą.

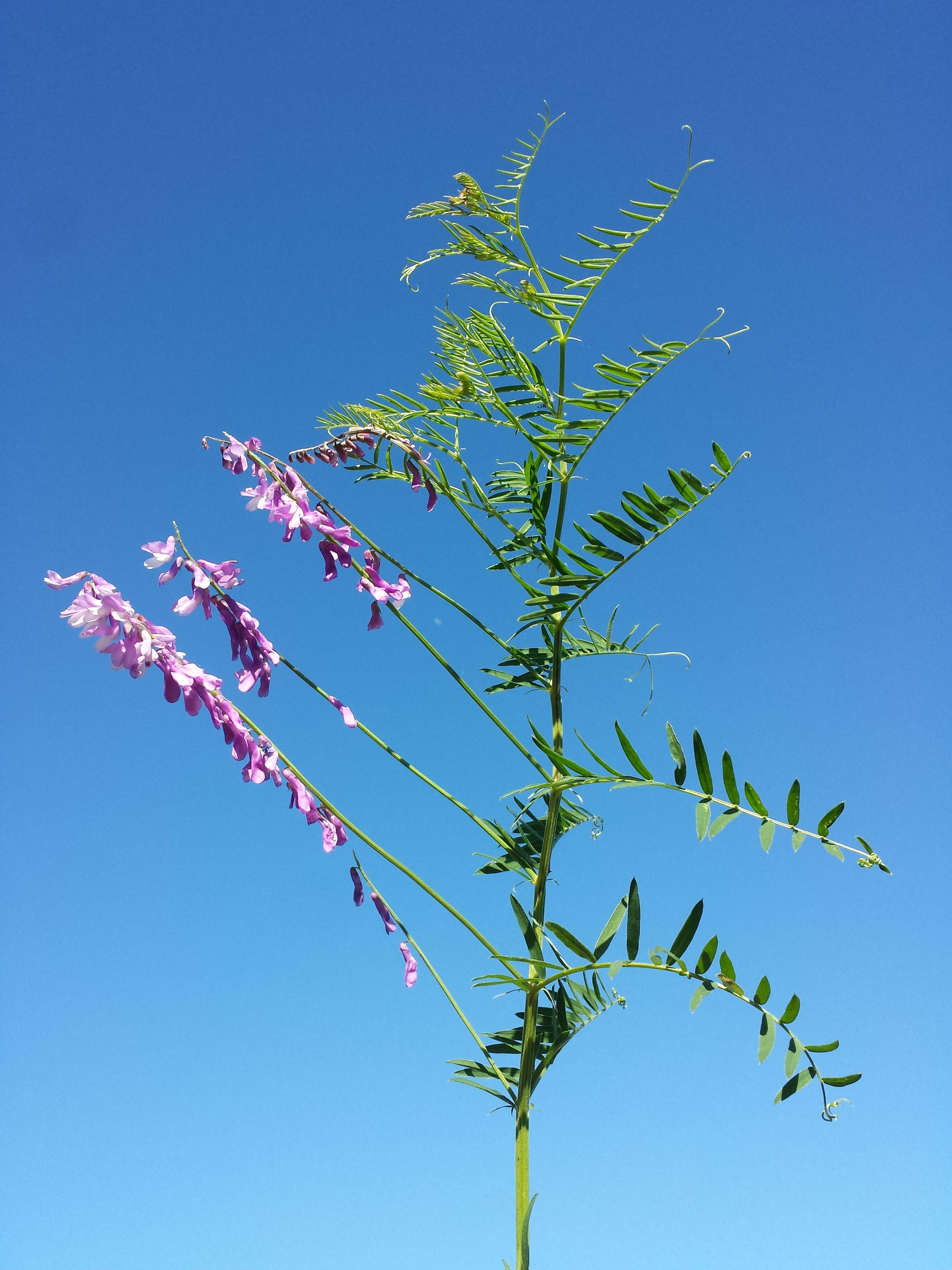
Pęd
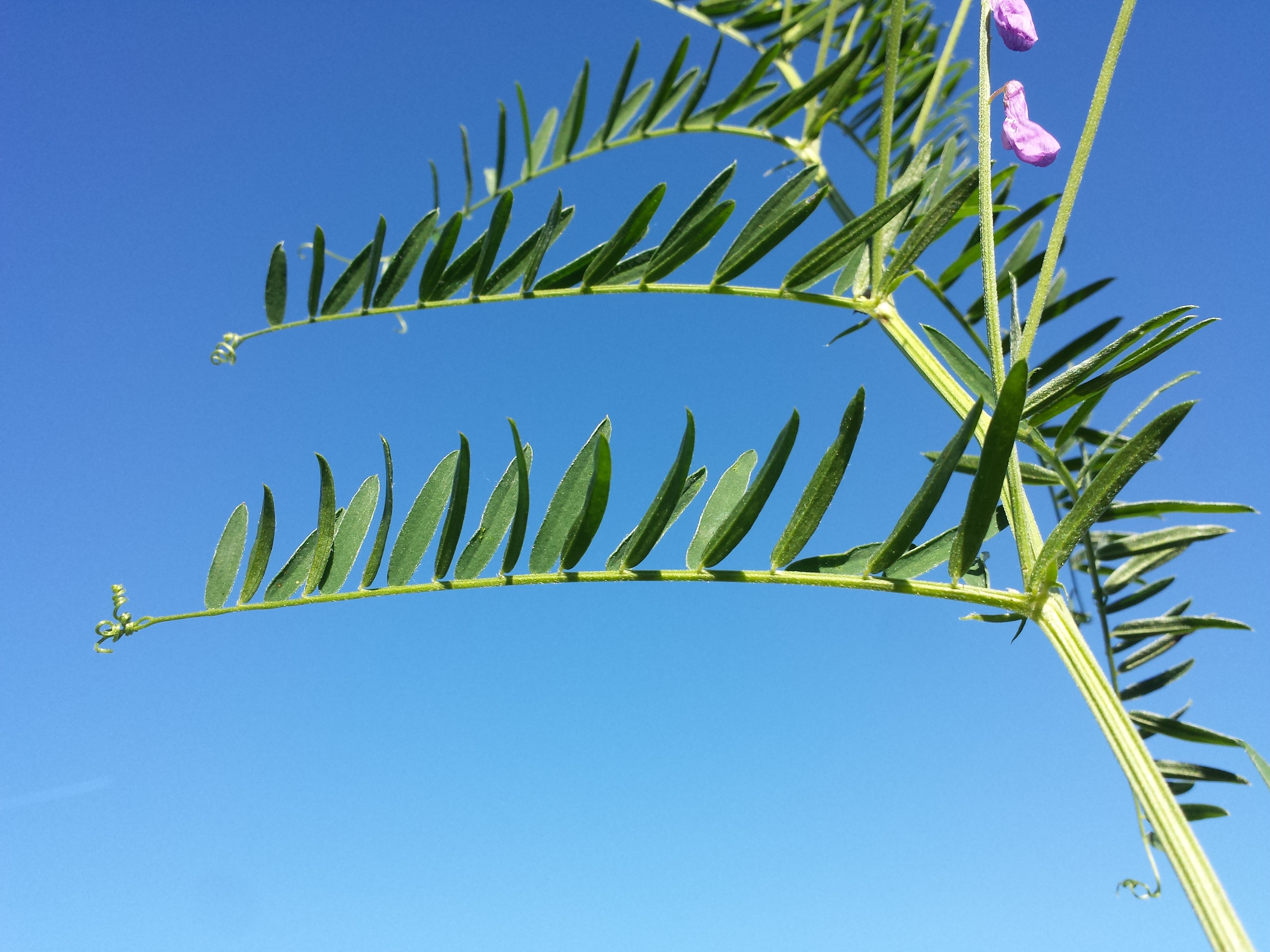
Liść
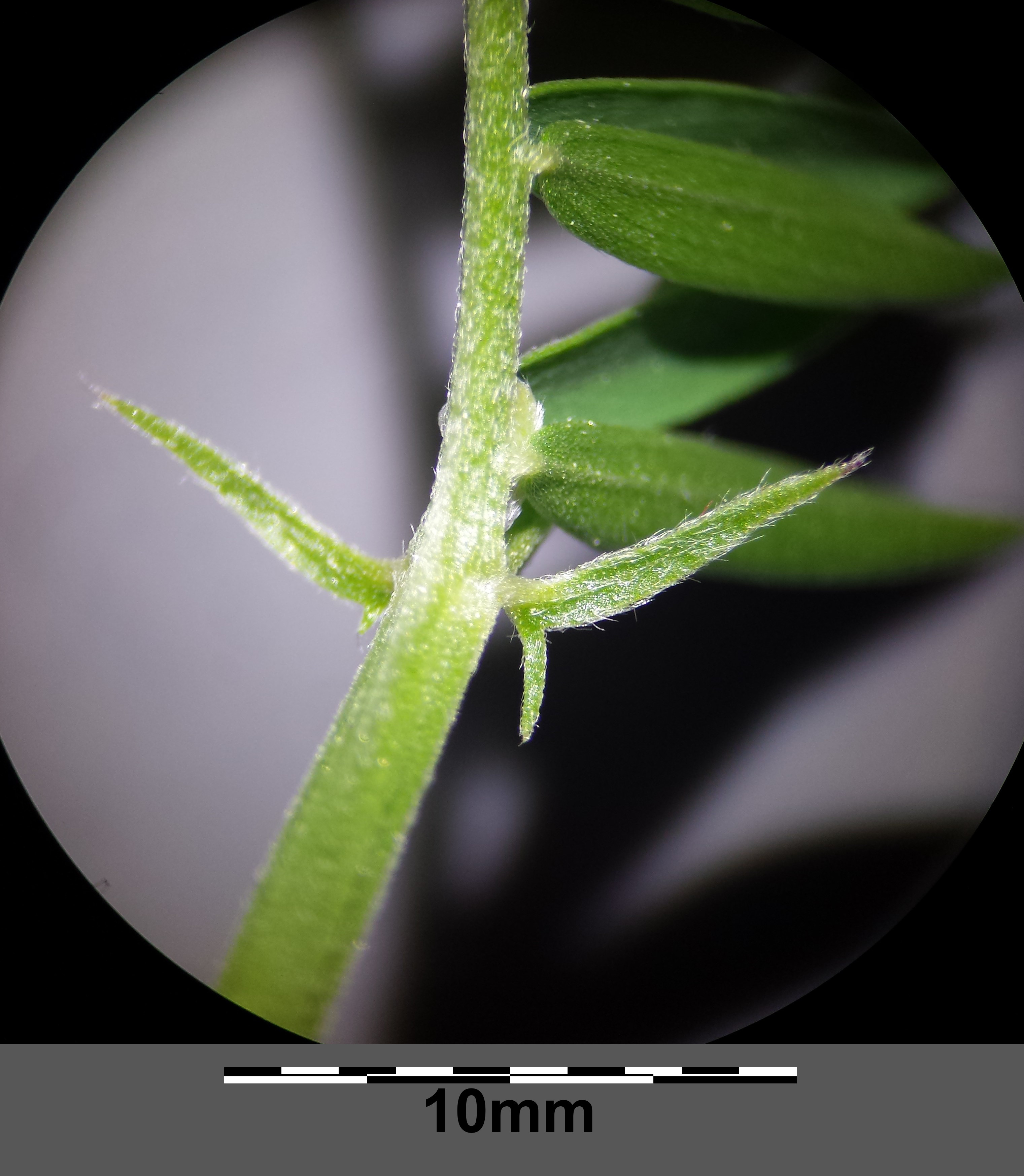
Przylistek
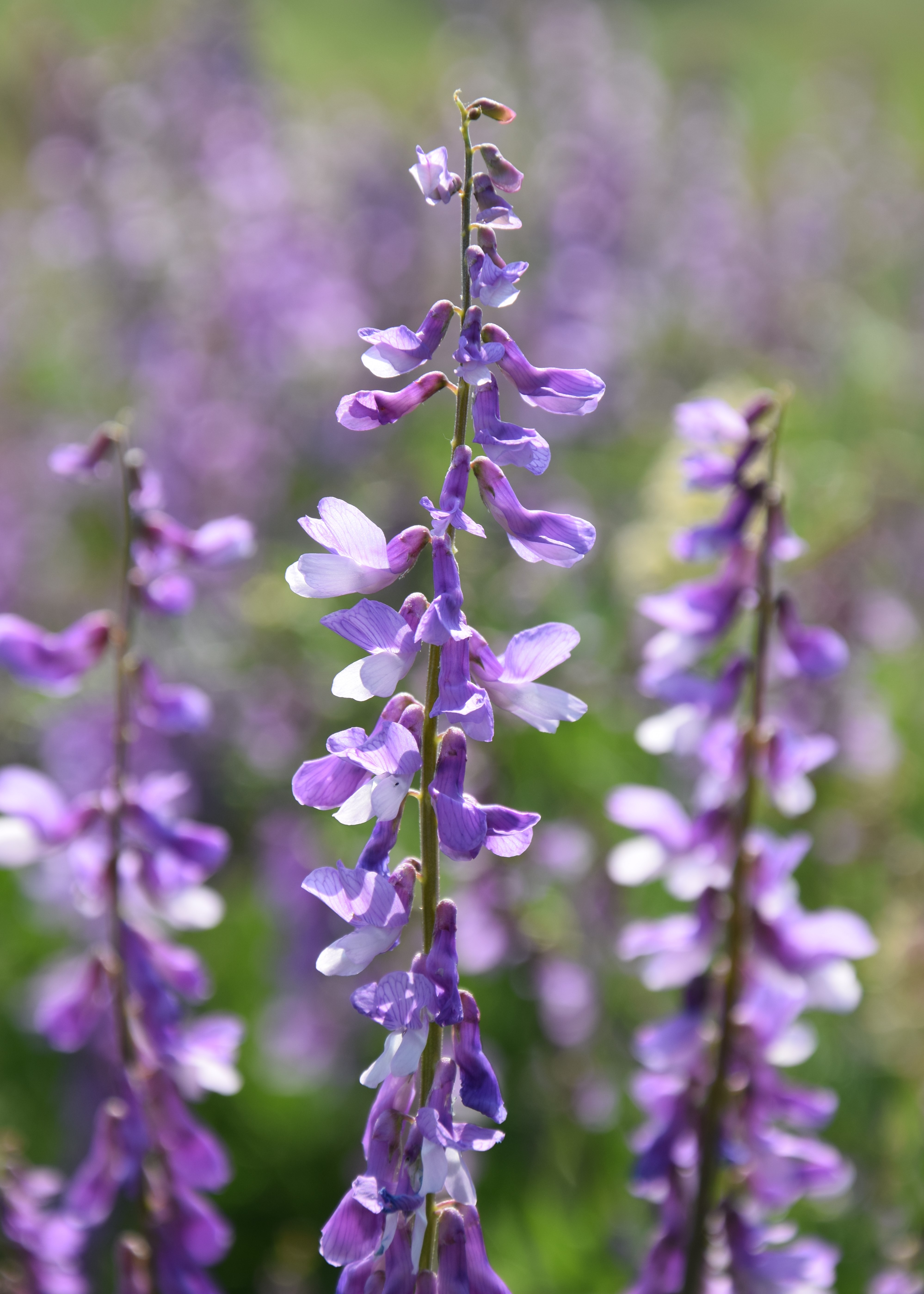
Kwiatostan
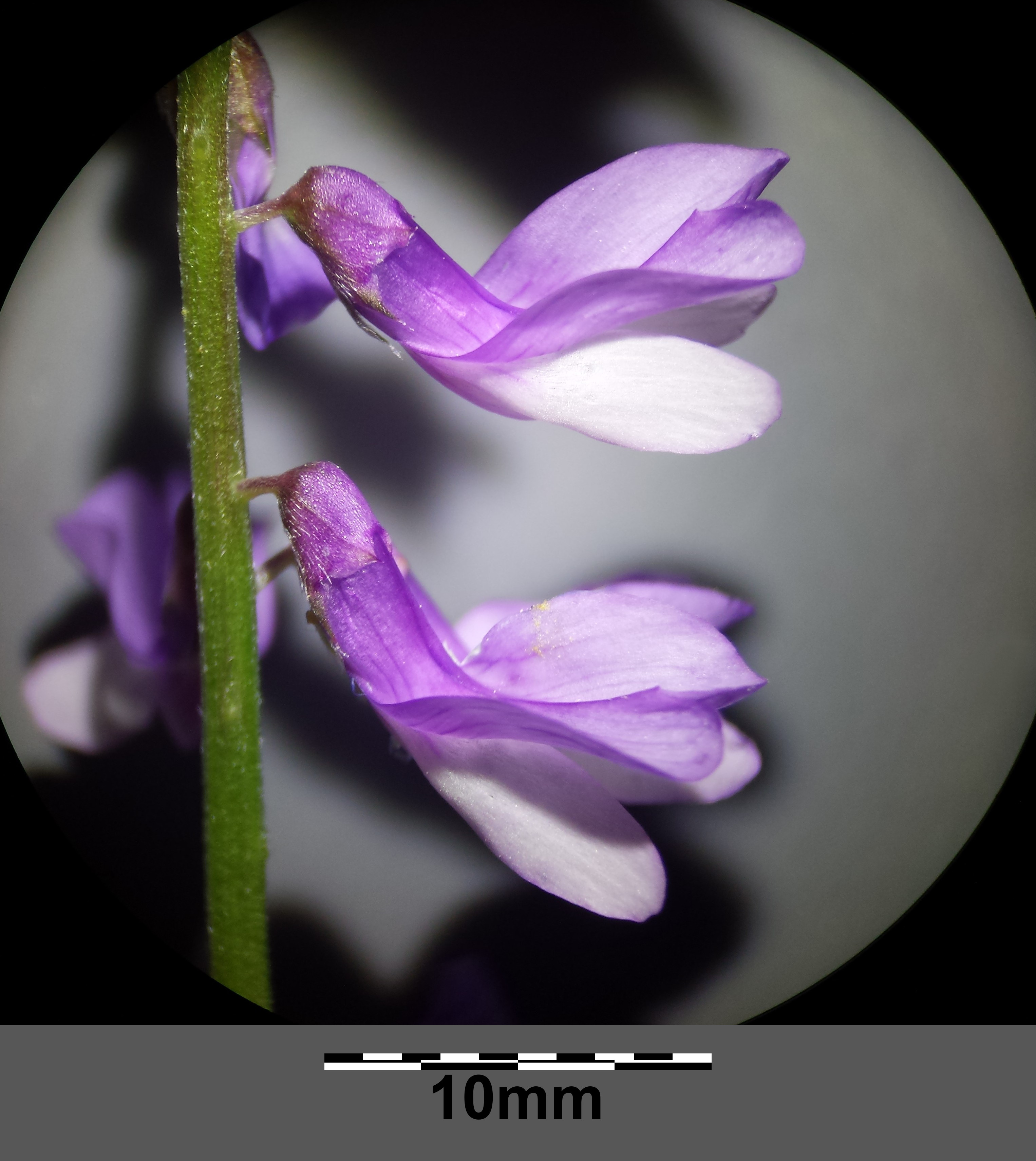
Kwiaty

## Biologia i ekologia

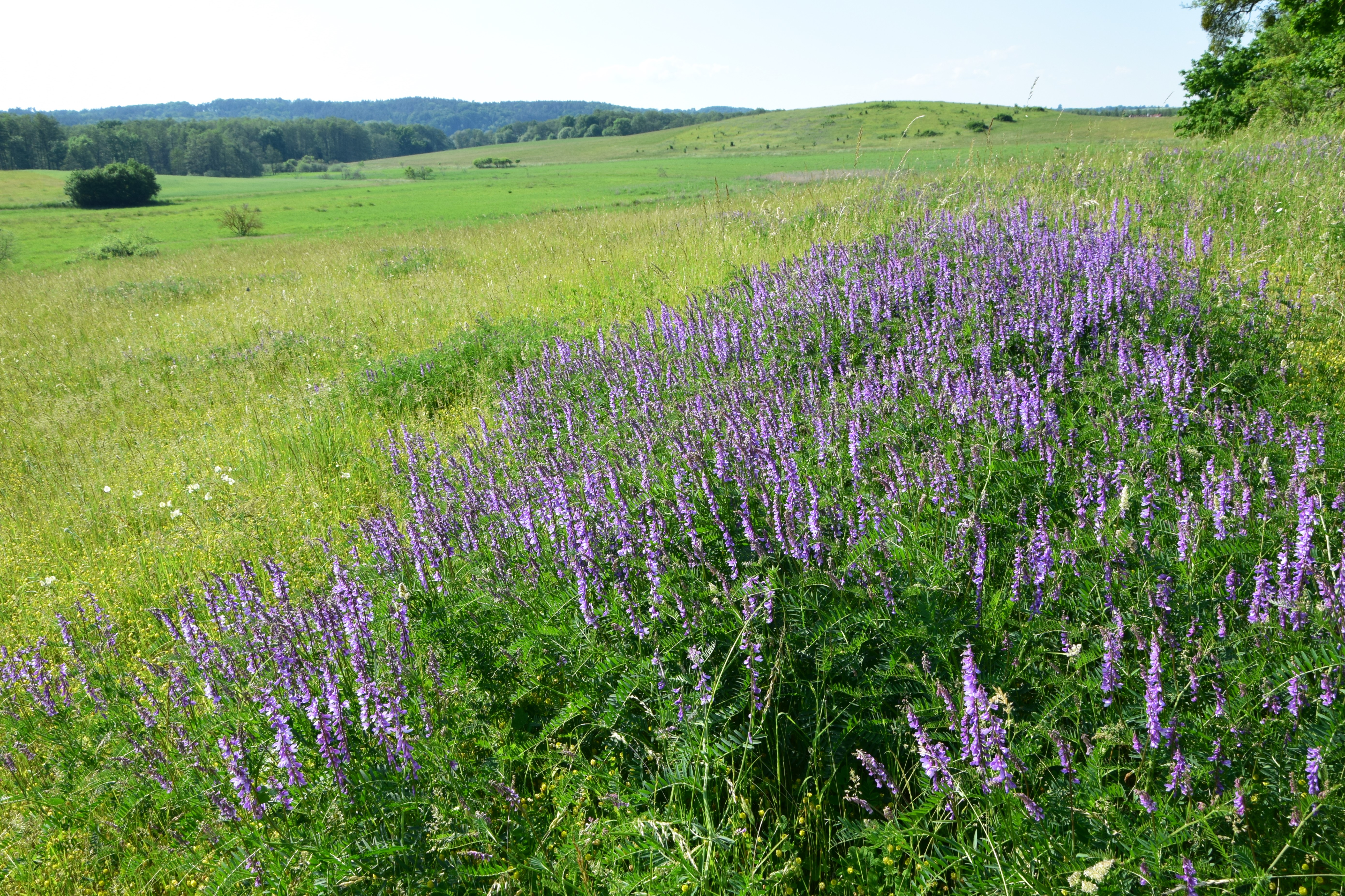
Wyka długożagielkowa w czasie kwitnienia

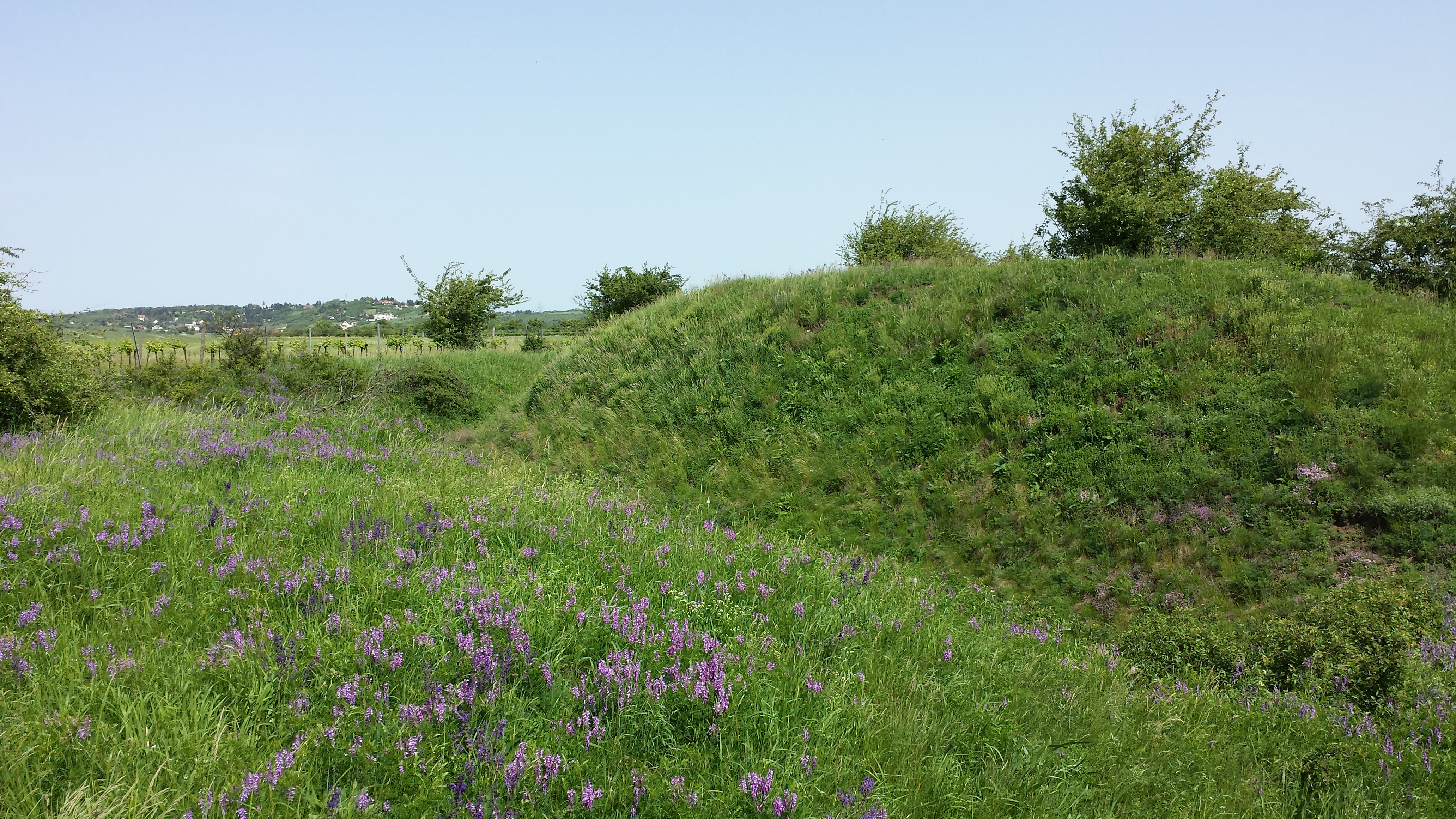
Murawa z wyką długożagielkową

Bylina kwitnąca w Europie Środkowej od maja do połowy lipca, w innych warunkach klimatycznych do sierpnia, owocująca od czerwca do sierpnia. Wyraźne oddzielenie kwitnienia od owocowania jest jedną z cech różniących od podobnej wyki ptasiej – wszystkie kwiatostany rozwijają się i przekwitają w podobnym czasie, na tych samych roślinach nie występują równocześnie kwiatostany i dojrzałe strąki (co zdarza się u wyki ptasiej). Kwiaty pachną słabo, choć liczne kwiatostany razem mają już woń wyraźną. Zapylenia dokonują owady. Roślina jest samosiewna.
Rośnie w miejscach nasłonecznionych, na zboczach, w murawach, świetlistych zaroślach i lasach, na miedzach i czasem w uprawach. W Europie Środkowej jest gatunkiem charakterystycznym dla ciepłolubnych zbiorowisk okrajkowych z klasy zespołów roślinnych Trifolio-Geranietea sanguinei, w którego obrębie tworzy własny zespół roślinności Campanulo-Vicietum tenuifoliae, spotykany często na obrzeżach zarośli tarniny.
Liczba chromosomów 2n = 24.

## Systematyka i zmienność
W obrębie gatunku wyróżnianych jest 5 podgatunków:
- Vicia tenuifolia subsp. tenuifolia – podgatunek nominatywny (obecny w całym zasięgu gatunku)
- Vicia tenuifolia subsp. atroviolacea (Bornm.) Greuter & Burdet (Azja Mniejsza)
- Vicia tenuifolia subsp. delmasii (Emb. & Maire) Dobignard (Maroko)
- Vicia tenuifolia subsp. subalpina (Grossh.) Zernov (Kaukaz)
- Vicia tenuifolia subsp. villosa (Batt.) Greuter (Algieria i Maroko)

Wyróżniany w niektórych ujęciach podgatunek:
- Vicia tenuifolia subsp. dalmatica (A. Kern.) Greuter – traktowany jest jako odrębny gatunek Vicia dalmatica A.Kern.[13]

Sam gatunek w przeszłości traktowany był w niektórych ujęciach jako podgatunek wyki ptasiej – Vicia cracca subsp. tenuifolia (Roth) Gaudin.
Zaliczany jest do drobnych gatunków tworzących szeroko ujmowany gatunek zbiorowy Vicia cracca agg. razem z: V. cracca, V. oreophila i V. dalmatica.